# Wonderbra

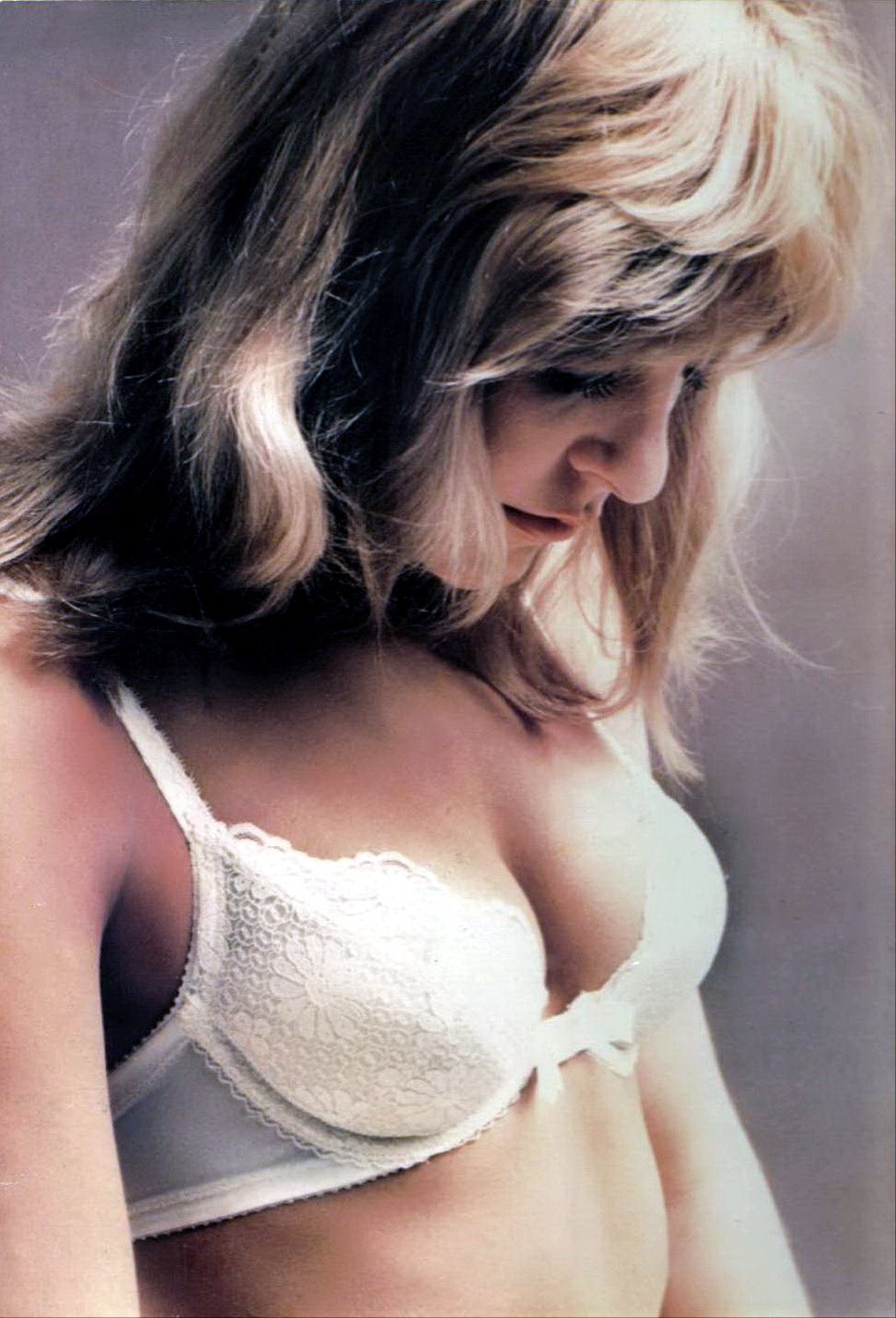
Канадская модель в бюстгальтере Wonderbra

Wonderbra — бюстгальтер на косточках с эффектом пуш-ап, приобретший популярность во всём мире в 1990-х годах. Несмотря на то, что название «Вандербра» впервые было зарегистрировано в 1955-м году в США, бренд был разработан в Канаде, принадлежит компании Hanesbrands.

## История
В 1939 году Мо Надлер основал компанию Canadian Lady Corset Company, которая являлась небольшую швейной мастерской в центре Монреаля. Целью Надлера являлось создать облегающий бюстгальтер хорошего качества в среднем ценовом диапазоне. Позже Надлер отправился в Нью-Йорк, чтобы встретиться с представителями компании Israel Pilot для получения лицензии на товарный знак «Wonder-Bra». В Канаде торговая марка потеряла дефис, чтобы выйти на рынок США под названием «Wonderbra».